# Nikodem, czyli tajemnica gabinetu
Nikodem, czyli tajemnica gabinetu – zbiór opowiadań Edmunda Niziurskiego, składający się z 8 utworów. 

## Opowiadania
- Biała noga i chłopak z Targówka
- Trzynasty występek
- Spisek słabych
- Alarm na poddaszu
- Siódme żebro
- Nikodem, czyli tajemnica gabinetu
- Diabli zjazd
- Równy chłopak i Rezus

## Opis fabuły

### Biała noga i chłopak z Targówka
Drugiego dnia kolonii letnich w Makolągwi do uczestników dołączają dwie dodatkowe osoby: Puchacki (z powodu nogi w gipsie nazywany Białą Nogą) i pochodzący z Targówka Eugeniusz Wąsik. W trakcie turnusu Wąsik zostaje uznany za osobę odpowiedzialną za szkody poczynione w ogrodzie sąsiada kolonii, pana Pieczaby. Kiedy Wąsik ucieka z kolonii, tylko Puchacki (także podający się za mieszkańca Targówka) uważa go za niewinnego. Pod wpływem uwag Białej Nogi narrator (kolonista imieniem Edek) wraz z kolegami, za zgodą wychowawcy kolonijnego, wyrusza na poszukiwania Wąsika.

### Trzynasty występek
Mieszkańcy drugiej sali kolonii specjalnych w Ligęzie dowiadują się, że opiekę nad ich salą przejmie słynący z surowości wychowawca kolonijny, pan Struć. Dotychczasowy opiekun, pan Majeran, rozgoryczony postawą podopiecznych, rozważa opuszczenie kolonii. Chłopcy z drugiej sali wysyłają do kierownika i opiekunów Łebkowskiego i Rzepkę (chłopców odpowiedzialnych za ostatni wybryk), którzy obiecują poprawę. Pan Struć podaje w wątpliwość szczerość ich intencji, wskazując, że w trakcie kolonii popełnili już dwanaście występków, za każdym razem obiecując poprawę. Pan Majeran decyduje się zaufać chłopcom i obiecuje, że jeżeli popełnią oni trzynasty występek, odejdzie z zawodu.

### Spisek słabych
Główny bohater, Majta, opowiada swojemu przyjacielowi Beksińskiemu, jaką rolę w uczynieniu Michała obrońcą młodszych uczniów szkoły podstawowej w Niekłaju odegrał Światek Dauer.
Zarówno Michał, jak i Światek Dauer są bohaterami powieści Niziurskiego Awantura w Niekłaju.

### Alarm na poddaszu
Opowiadanie należące również do cyklu o Niekłaju, ale jego narratorem jest Jurek Reksza, drugoplanowy bohater "Awantury"; akcja rozpoczyna się od pożaru w miasteczku i wiąże z działaniami miejscowej straży pożarnej.

### Siódme żebro
Opowiadanie rozgrywające się wcześniej niż "Spisek słabych" (umieszczone są w książce niechronologicznie), a jego treść opowiada o tym, jak jego narrator - Majta oraz Beksiński, wcześniej pozostający w stosunkach wręcz wrogich jako uczniowie równoległych i rywalizujących klas, zaprzyjaźnili się.

### Nikodem, czyli tajemnica gabinetu
Tytułowe opowiadanie zbioru należy także do cyklu o Niekłaju, a jego bohaterowie próbują rozwikłać tajemnicę szkolnego gabinetu biologii, w którym straszy duch zmarłego woźnego szkolnego Nikodema: jako główny detektyw występuje Emeryk Reksza, młodszy brat głównej postaci "Alarmu na poddaszu", który w tamtym opowiadaniu też się pojawiał jako ważna postać.

### Diabli zjazd
Ostatnie w zbiorze opowiadanie z serii o Niekłaju, poświęcone szkolnym dorocznym zawodom kolarskim, a jego głównymi postaciami są występujący w "Siódmym żebrze" Beksiński oraz Jarek Strzębski, narrator ostatniego opowiadania z serii o Niekłaju, Jutro klasówka, które jako jedyne z tej serii wydane zostało w odrębnym zbiorze.

### Równy chłopak i Rezus
Główny bohater, czternastolatek Męczyk, po przeniesieniu się do nowej szkoły usiłuje zyskać poważanie nowych kolegów, chcąc być uznanym za "równego". W tym celu decyduje się przyjąć wyzwanie przywódcy "równych" i wykraść tematy do klasówki, opracowane przez profesora Rzezińskiego, zwanego Rezusem.